# Anonidium le-testui
Anonidium le-testui Pellegr. – gatunek rośliny z rodziny flaszowcowatych (Annonaceae Juss.). Występuje naturalnie w Gabonie. 

## Morfologia
PokrójZimozielone drzewo. Młode pędy są owłosione.
LiścieMają eliptyczny lub lancetowaty kształt. Mierzą 8–16 cm długości oraz 2,5–5,5 szerokości. Nasada liścia jest rozwarta. Wierzchołek jest spiczasty. Ogonek liściowy jest mniej lub bardziej owłosiony i dorasta do 9–10 mm długości.
KwiatySą pojedyncze lub zebrane po 2–3 w pęczkach. Rozwijają się w kątach pędów. Działki kielicha mają trójkątnie owalny kształt i dorastają do 10–15 mm długości. Płatki mają lancetowaty kształt. Osiągają do 2–3,5 cm długości. Są skórzaste i owłosione. Dno kwiatowe jest wypukłe.